# Porgy
Ne doit pas être confondu avec Porgi.

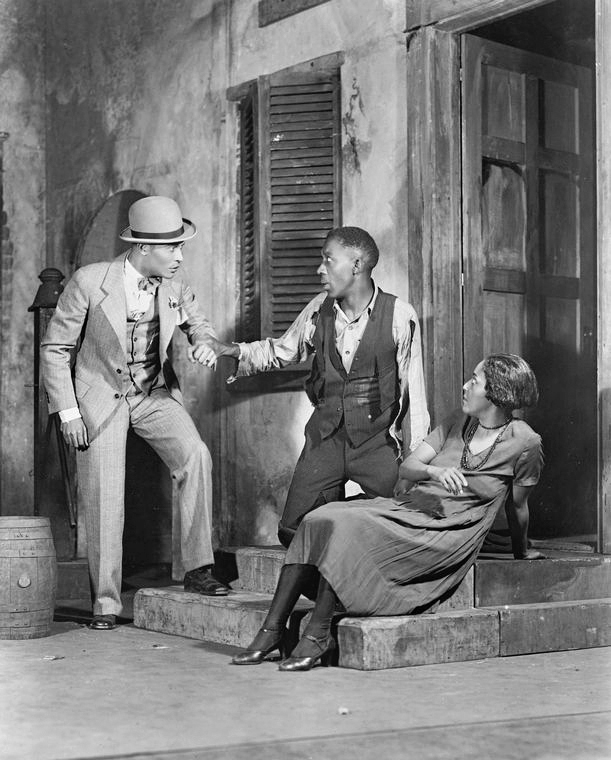
De g. à d. : Percy Verwayne (Sportin' Life), Frank Wilson (Porgy) et Evelyn Ellis (Bess), à la création

Porgy est une pièce de théâtre américaine de Dorothy et DuBose Heyward, créée à Broadway en 1927.
Adaptation du court roman éponyme de DuBose Heyward (publié en 1925), cette pièce a ensuite été mise en musique par George Gershwin dans son opéra de 1935, Porgy and Bess.

## Argument
Voir l'article consacré à l'opéra précité.

## Fiche technique de la création
- Titre original : Porgy
- Auteurs : Dorothy et DuBose Heyward
- Date de la première : 10 octobre 1927
- Date de la dernière : courant août 1928
- Nombre de représentations : 367
- Lieu des représentations : Guild Theatre, Broadway (New York)
- Mise en scène : Rouben Mamoulian (débuts à Broadway)
- Lieu de l'action : Charleston (Caroline du Sud) (le quartier de Catfish Row, la chambre de Serena, Palmetto Jungle)

## Distribution originale / Personnages
Personnages principaux
- Frank Wilson : Porgy
- Evelyn Ellis : Bess
- Jack Carter : Crown
- Percy Verwayne : Sportin' Life
- Lloyd Gray : Robbins
- Rose McClendon (en) : Serena

Autres personnages (sélection)
(par ordre alphabétique)
- Peter Clark : Jim
- Stanley DeWolfe : un détective
- Georgette Harvey (en) : Maria
- Wesley Hill : Jake
- Richard Huey : Mingo
- Ella Madison : Annie
- Maurice McRae : un policier
- Garrett Minturn : le coroner
- Dorothy Paul : Lily
- Hayes Pryor : Peter
- Hugh Rennie : un policier
- Erskine Sanford : l'avocat Alan Archdale[1]
- Leigh Whipper : l'homme aux crabes
- Marie Young : Clara

## Reprise à Broadway
- 1929 : Martin Beck Theatre, 34 représentations, avec les mêmes acteurs dans les rôles principaux (sauf Lloyd Gray, remplacé par Morris McKenny dans le rôle de Robbins)

## Note et référence
1. ↑  Non crédité sur la fiche IBDb de la création (1927-1928), mais crédité sur la fiche IBDb de la reprise (1929).